# Gianfranco Martin
Gianfranco Martin (ur. 15 lutego 1970 w Genui) – włoski narciarz alpejski, srebrny medalista olimpijski.

## Kariera
Największy sukces w karierze Gianfranco Martin osiągnął w 1992 roku, kiedy zdobył srebrny medal w kombinacji alpejskiej podczas igrzysk olimpijskich w Albertville. Po zjeździe do kombinacji zajmował drugie miejsce, tracąc do prowadzącego Jana Einara Thorsena z Norwegii 0,51 sekundy. W slalomie uzyskał siódmy czas, co jednak dało mu drugi łączny wynik i srebrny medal. Na podium rozdzielił swego rodaka, Josefa Poliga oraz Steve’a Lochera ze Szwajcarii. Na tych samych igrzyskach był też dwunasty w supergigancie oraz czternasty w biegu zjazdowym. Na rozgrywanych dwa lata później igrzyskach w Lillehammer zajął 29. miejsce w gigancie i piętnaste w kombinacji. Był też siedemnasty w kombinacji podczas rozgrywanych w 1993 roku w mistrzostw świata w Morioce. W zawodach Pucharu Świata zadebiutował na początku lat 90'. Pierwsze pucharowe punkty wywalczył 9 grudnia 1991 roku w Val d’Isère, zajmując 29. miejsce w supergigancie. Nigdy nie stanął na podium, najwyższą lokatę w zawodach tego cyklu wywalczył 13 stycznia 1992 roku w Garmisch-Partenkirchen, zajmując jedenaste miejsce w kombinacji. Najlepsze wyniki osiągał w sezonie 1991/1992, kiedy zajął 66. miejsce w klasyfikacji generalnej. Kilkukrotnie zdobywał medale mistrzostw Włoch, w tym złote w kombinacji w latach 1992 i 1994.

## Osiągnięcia

### Igrzyska olimpijskie
| Miejsce | Dzień     | Rok  | Miejscowość | Konkurencja | Czas biegu  | Strata    | Zwycięzca           |
| ------- | --------- | ---- | ----------- | ----------- | ----------- | --------- | ------------------- |
| 14.     | 9 lutego  | 1992 | Albertville | Zjazd       | 1:50,37 min | +2,11 s   | Patrick Ortlieb     |
| 2.      | 11 lutego | 1992 | Albertville | Kombinacja  | 14,58 pkt   | +0,42 pkt | Josef Polig         |
| 12.     | 16 lutego | 1992 | Albertville | Supergigant | 1:13,04 min | +1,77 s   | Kjetil André Aamodt |
| 15.     | 15 lutego | 1994 | Lillehammer | Kombinacja  | 3:17,53 min | +5,16 s   | Lasse Kjus          |
| 29.     | 23 lutego | 1994 | Lillehammer | Gigant      | 2:52,46 min | +7,38 s   | Markus Wasmeier     |

### Mistrzostwa świata
| Miejsce | Dzień    | Rok  | Miejscowość | Konkurencja | Czas biegu | Strata | Zwycięzca  |
| ------- | -------- | ---- | ----------- | ----------- | ---------- | ------ | ---------- |
| 17.     | 8 lutego | 1993 | Morioka     | Kombinacja  | 34,22 pkt  | ?      | Lasse Kjus |

### Puchar Świata

#### Miejsca w klasyfikacji generalnej
- sezon 1991/1992: 66.
- sezon 1992/1993: 73.
- sezon 1993/1994: 100.

#### Miejsca na podium
Martin nigdy nie stanął na podium zawodów PŚ.